# カブレラ島
カブレラ島（カブレラとう、カタルーニャ語: Cabrera, カタルーニャ語発音: [cəˈβɾeɾə], ラテン語: Capraia）は、地中海のバレアレス諸島にある無人島。行政的にはスペイン・バレアレス諸島州パルマ・デ・マヨルカに属する。

## 地理
バレアレス諸島の中心的な島であるマリョルカ島最南端のサリーネス岬から約15km南にあり、一定の規模を持つ島としてはマリョルカ島にもっとも近い。カブレラ島、エステルス・デ・フォラ島、リンペリアル島、ブレデス島、ナ・レドーナ島、レスポンハ島、ナ・プラーナ島、プラ島、ナ・ポブラ島、ナ・フォラダーダ島でカブレラ群島を構成している。行政的にはマリョルカ島のパルマ・デ・マリョルカに含まれるが、カブレラ島とパルマは約60km離れている。
カブレラ群島マリティメ＝テレストリアル国立公園に含まれる。島の最高峰は172mのナ・ピカモスケスである。

## 歴史
19世紀初頭のナポレオン戦争中にはフランス人捕虜を収容するために使用された。9,000人の捕虜がカブレラ島に送られ、3,600人が生き延びた。

### 第一次世界大戦
1916年後半にはオーストリア＝ハンガリー帝国海軍の潜水艦が機械系統の不具合でカブレラ島に数時間停泊し、その後スペイン政府は防衛のためにカブレラ島を接収することを決定した。実業家のフアン・マルシュ・オルディナスはカーラ・ガンドゥフとソーリャからやってきて、海上封鎖を避けて潜水艦の担当者に燃料などの物資を販売したと主張している。第一次世界大戦で公式に中立を宣言したスペインは、特にイギリス海軍提督などから国際的な抗議にあった。
1920年代以降にはマリョルカ島に住む何人かの民間人がカブレラ島の土地を借りて農業に使用していたが、カブレラ島の軍事施設は1980年代まで残っていた。

### スペイン内戦
スペイン内戦中の1936年には共和国空軍のドルニエ Do J航空機がカブレラ島の近くに墜落した。乗組員はナショナリスト派に捕えられたが、すぐにペドロ・マルケス・バルベールの命により2隻の共和国軍潜水艦がやってきて、カブレラ島にいたナショナリスト派の小規模な部隊は降伏した。ナショナリスト派将校のファクンド・フローレス・オラシュとマリアーノ・フェレール・ブラボに加えて、スニェール・マス家の3人の民間人がミノルカ島に連れられてきてマオーの港で処刑された。8月15日から9月4日にはアルベルト・バージョ大尉の部隊がマリョルカ島への上陸に失敗すると、共和国軍はカブレラ島に離れた。バージョの計画はカブレラ島に駐留していたCNTの部隊のために、マリョルカ島のすぐ南西にあるドラゴネーラ島に上陸し、着陸地点を誤ったことを偽装するというものだった。しかし無政府主義者のCNTの部隊はこの作戦を拒否し、後にマリョルカ島に渡った。クリスト港では激しい戦闘となり、部隊の残りはクリスト港に到着する前にマナコールへの入口の外側にあるサ・カバーナで殺された。

### 第二次世界大戦
第二次世界大戦中の1944年にはドイツ軍の航空機がカブレラ島近くの海に墜落し、乗組員の片方であるJohanes Blocherは死去した。
1991年4月29日にはカブレラ群島マリティメ＝テレストリアル国立公園が設置された。

## ギャラリー

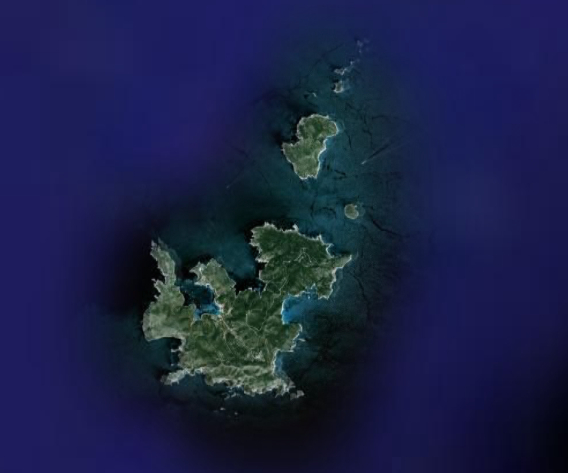
カブレラ諸島の航空写真
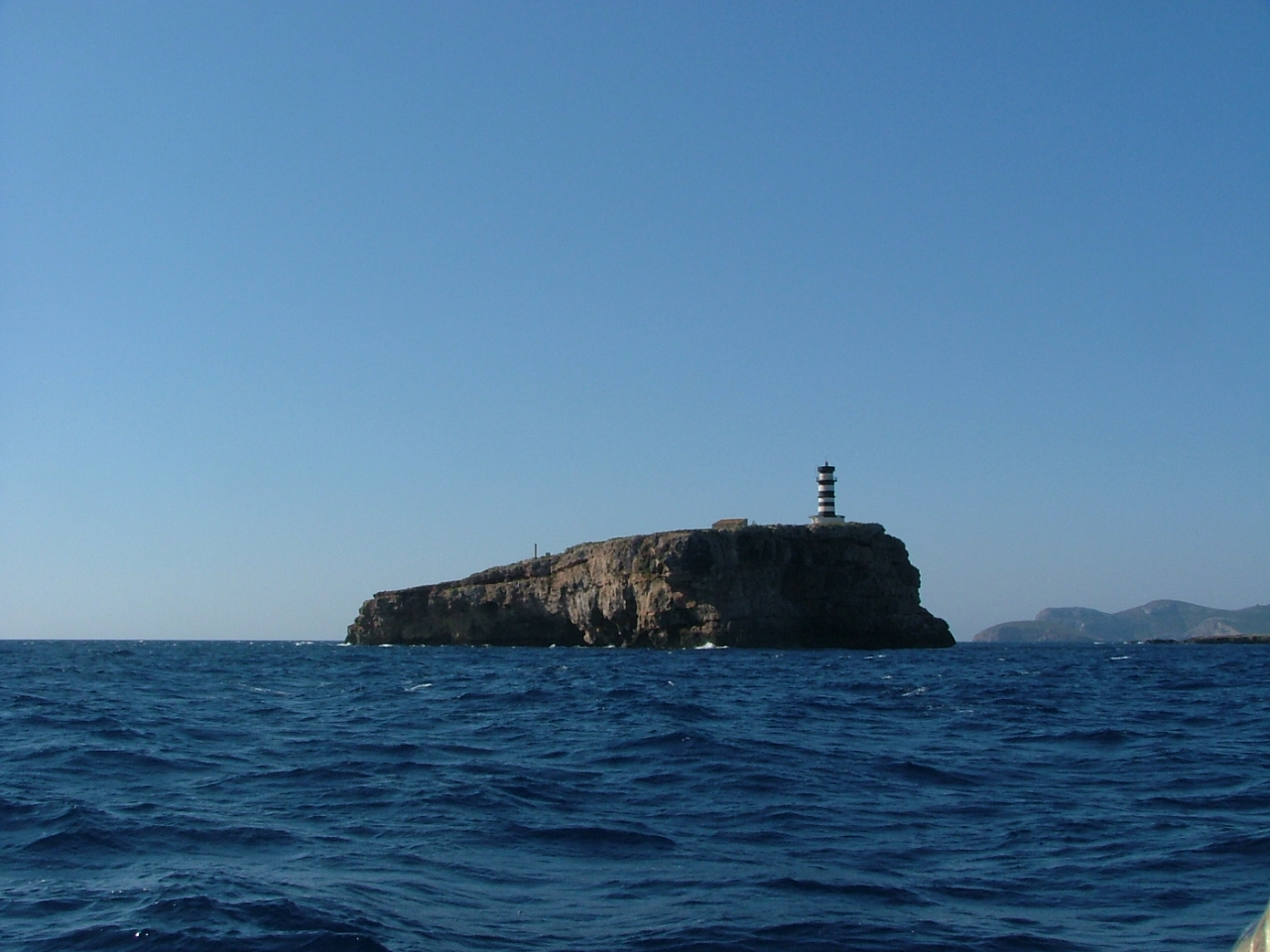
フラダーダ島灯台
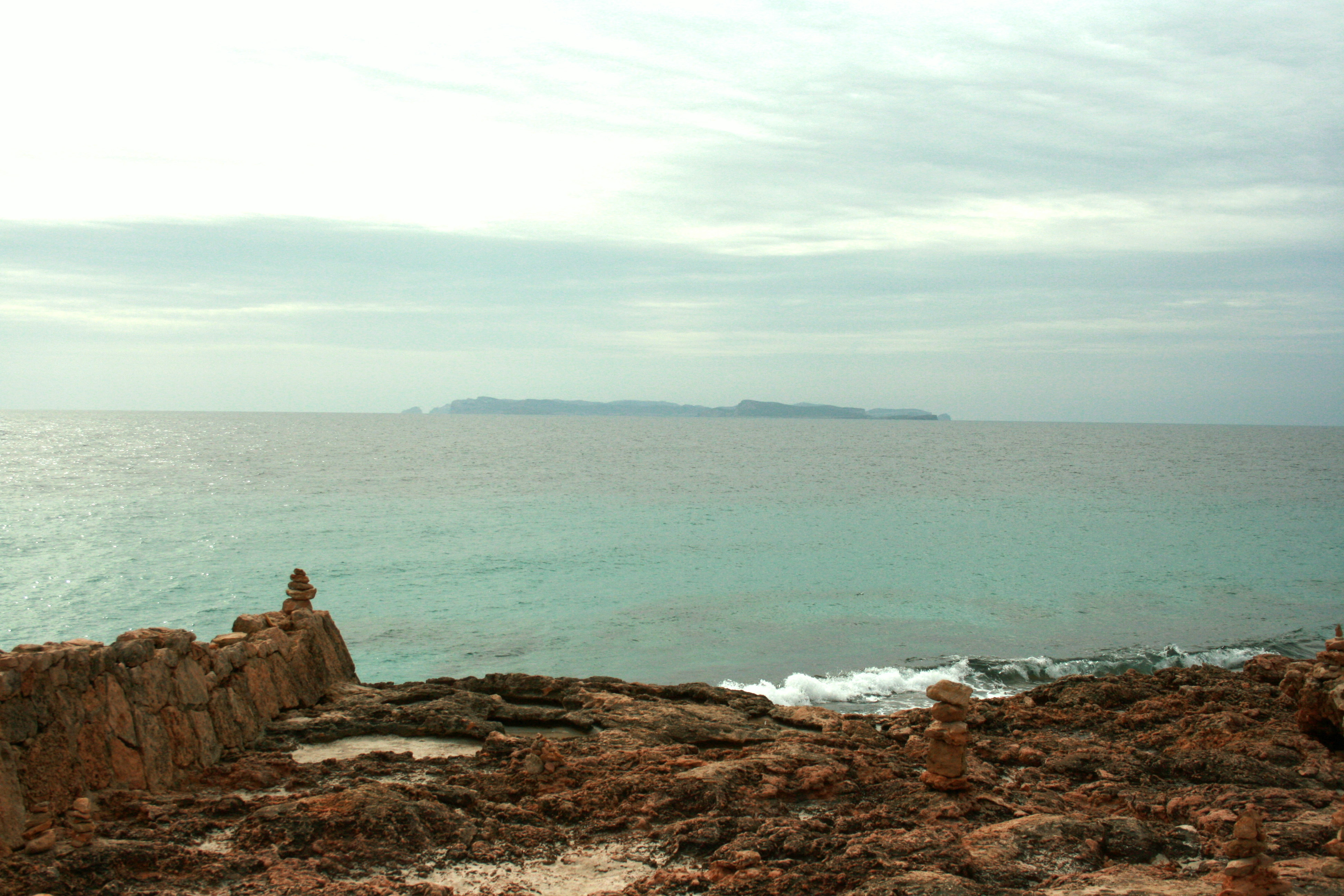
マリョルカ島から見たカブレラ島
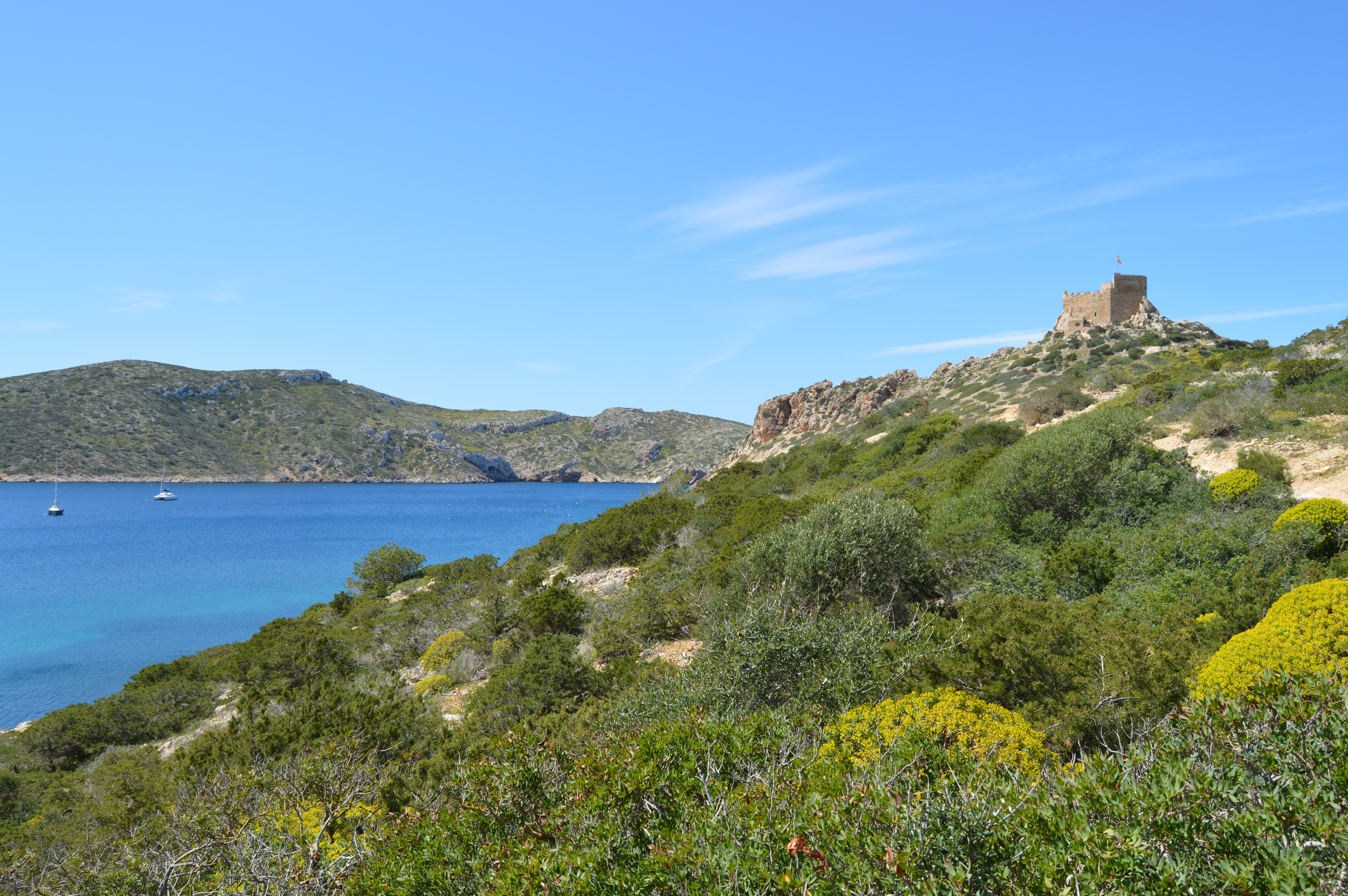
カブレラ城